# ナーグ・アシュウィン
ナーグ・アシュウィン（Nag Ashwin、1986年4月23日 - ）は、インドのテルグ語映画で活動する映画監督、脚本家。助監督として映画界でキャリアを積んだ後、2015年に『スブラマニヤムとは誰だ』で監督デビューし、ナンディ賞 新人監督賞を受賞した。2018年には『伝説の女優 サーヴィトリ』で国家映画賞 テルグ語長編映画賞、フィルムフェア賞 テルグ語映画部門監督賞を受賞している。

## 生い立ち
1986年4月23日、テルグ人夫婦（ジャヤラーム、ジャヤンティ・レッディ）の息子として生まれる。両親は2人とも医師でありハイデラバードでJ・J病院を経営しており、妹のニキラも医師として働いている。ナーグ・アシュウィンはハイデラバード公立学校で教育を受け、同校に通っていたラーナー・ダッグバーティとは1年生のころから友人だった。その後はマニパル高等教育アカデミーに進学してマスコミュニケーションの学位を取得し、卒業後はニューヨークフィルムアカデミーで映画監督のコースを受講していた。

## キャリア

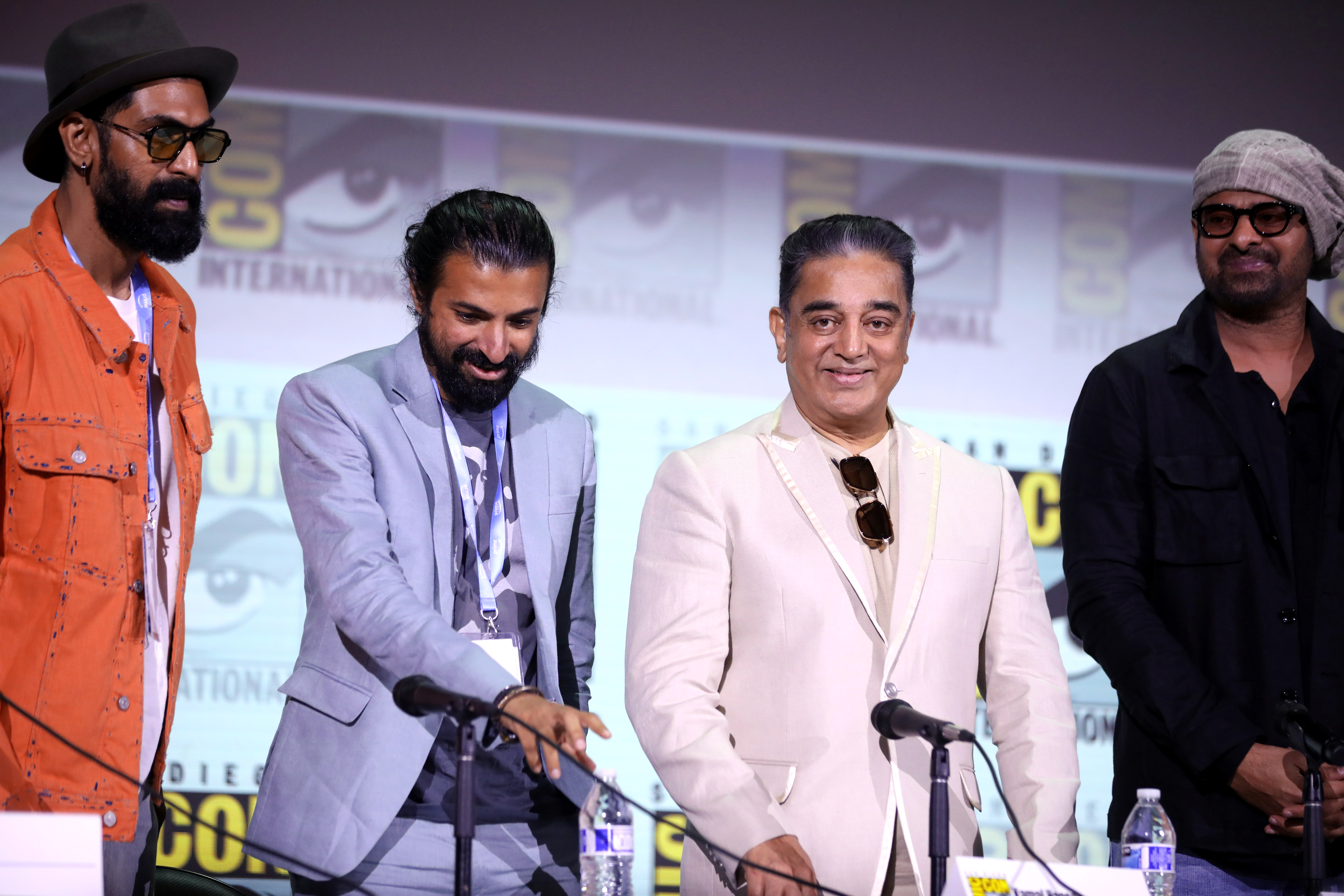
サンディエゴ・コミコンに出席するラーナー・ダッグバーティ、ナーグ・アシュウィン、カマル・ハーサン、プラバース（2023年）

2008年に助監督として『Nenu Meeku Telusa?』に参加し、その後はシェーカル・カンムラの助監督として『Leader』『Life Is Beautiful』に参加し、同時に俳優として端役出演している。
2015年にヴィジャヤンティ・ムービーズ製作の『スブラマニヤムとは誰だ』で監督デビューした。同作はナーニが演じる会社員の自分探しの旅を描いており、このほかにマーラヴィカ・ナーヤル、ヴィジャイ・デーヴァラコンダ、リトゥ・ヴァルマーが出演している。また、同作はインド映画として初めてエベレスト・ベースキャンプで撮影が行われた作品としても知られている。批評家からはナーニの演技や脚本が絶賛されたものの、物語のテンポの遅さについては酷評された。興行的には1億8000万ルピーを記録しており、商業的な成功を収めている。
2016年5月にサーヴィトリの生涯を題材にした伝記映画『伝説の女優 サーヴィトリ』の製作を発表した。ナーグ・アシュウィンは製作に際して、6か月間かけてサーヴィトリの生涯について書籍や新聞記事を読むなど詳細なリサーチを行い、彼女と面識にあるジャーナリストや俳優にも取材を行っている。同作はヴィジャヤンティ・ムービーズが製作を手掛け、批評的・商業的な成功を収めたほか、第49回インド国際映画祭のインド・パノラマ部門でも上映された。さらに国家映画賞 テルグ語長編映画賞を受賞したほか、ナーグ・アシュウィンもフィルムフェア賞 テルグ語映画部門監督賞を受賞している。
2020年2月にはヴィジャヤンティ・ムービーズ設立50周年記念作品として、プラバースを主演に迎えたSF映画の製作を発表し、ワーキングタイトルは「Project K」であることが明かされた。撮影はCOVID-19パンデミックの影響で1年間延期され、2021年7月からラモジ・フィルムシティで撮影され、60億ルピーの費用が投じられた。同作にはプラバースのほかにディーピカー・パードゥコーン、アミターブ・バッチャン、カマル・ハーサンを起用している。2023年7月20日に正式タイトルが『カルキ 2898-AD』であることが明かされ、インド映画として初めてサンディエゴ・コミコンで上映された後、2024年6月27日に劇場公開されたほか、第55回インド国際映画祭のインド・パノラマ部門でも上映された。同作は批評家から高い評価を得ており、『コライダー』から「プラバースとアミターブ・バッチャンの力強い演技、そしてナーグ・アシュウィンの印象的な脚本によって支えられたユニークなSF叙事詩」、『Deadline Hollywood』から「カタルシスがある、凄まじく面白い映画だ」とそれぞれ絶賛されている。

## 私生活
2015年12月にヴィジャヤンティ・ムービーズ社長C・アシュウィニー・ダットの次女プリヤンカー・ダットと結婚し、彼女との間に息子リシをもうけた。

## フィルモグラフィー

### 映画
| 年   | 作品                    | 監督   | 脚本 | 製作 | 出演 | 備考                     | 出典          |
| ---- | ----------------------- | ------ | ---- | ---- | ---- | ------------------------ | ------------- |
| 2008 | Life Is Beautiful       | 助監督 | No   | No   | Yes  | 「アシュウィン」名義     |               |
| 2010 | Leader                  | 助監督 | No   | No   | Yes  | 「Hey CM」歌曲シーン出演 | [ 26 ]        |
| 2012 | Life Is Beautiful       | 助監督 | No   | No   | Yes  |                          |               |
| 2015 | スブラマニヤムとは誰だ  | Yes    | Yes  | No   | No   |                          |               |
| 2018 | 伝説の女優 サーヴィトリ | Yes    | Yes  | No   | No   |                          |               |
| 2021 | 情熱のアンソロジー      | Yes    | Yes  | No   | No   | 「xLife」を担当          | [ 27 ] [ 28 ] |
| 2021 | Jathi Ratnalu           | No     | No   | Yes  | No   |                          | [ 29 ]        |
| 2024 | カルキ 2898-AD          | Yes    | Yes  | No   | No   |                          |               |

### ウェブシリーズ
| 年   | 作品              | クレジット         | 配信               | 出典   |
| ---- | ----------------- | ------------------ | ------------------ | ------ |
| 2024 | ブッジ&バイラヴァ | クリエイター、監督 | Amazon Prime Video | [ 30 ] |

## 受賞歴

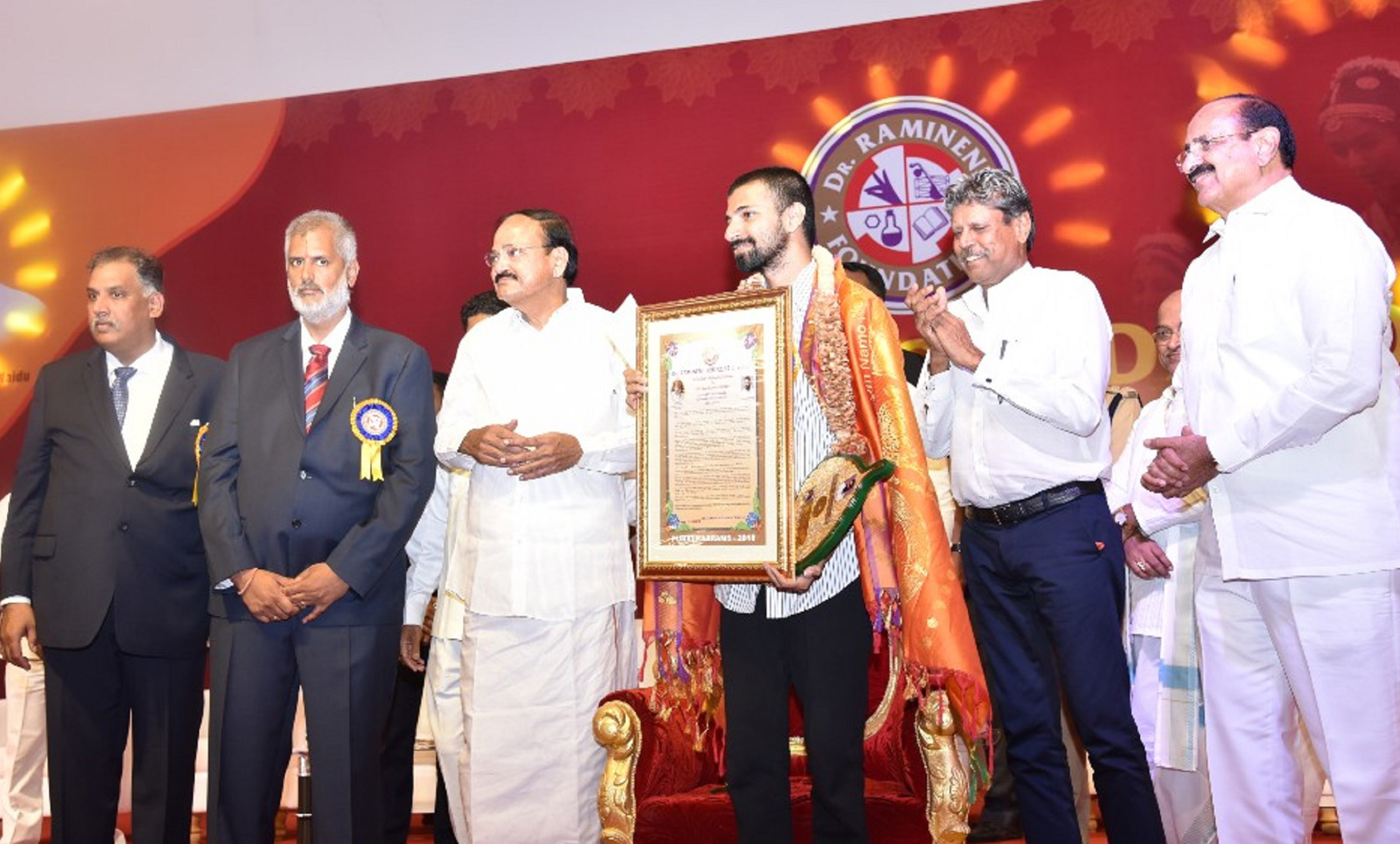
ラーミネリ財団賞を受賞するナーグ・アシュウィン（2018年）

| 年                                | 部門                   | 作品                        | 結果       | 出典          |
| 国家映画賞                        | 国家映画賞             | 国家映画賞                  | 国家映画賞 | 国家映画賞    |
| --------------------------------- | ---------------------- | --------------------------- | ---------- | ------------- |
| 2019年                            | テルグ語長編映画賞     | 『伝説の女優 サーヴィトリ』 | 受賞       | [ 16 ]        |
| フィルムフェア賞 南インド映画部門 |                        |                             |            |               |
| 2019年                            | テルグ語映画部門作品賞 | 『伝説の女優 サーヴィトリ』 | 受賞       | [ 17 ]        |
| 2019年                            | テルグ語映画部門監督賞 | 『伝説の女優 サーヴィトリ』 | 受賞       | [ 17 ]        |
| 南インド国際映画賞                |                        |                             |            |               |
| 2019年                            | テルグ語映画部門作品賞 | 『伝説の女優 サーヴィトリ』 | 受賞       | [ 31 ]        |
| 2019年                            | テルグ語映画部門監督賞 | 『伝説の女優 サーヴィトリ』 | ノミネート | [ 31 ]        |
| IIFAウトサヴァム                  |                        |                             |            |               |
| 2016年                            | テルグ語映画部門作品賞 | 『スブラマニヤムとは誰だ』  | ノミネート | [ 32 ]        |
| テランガーナ・ガッダル映画賞      |                        |                             |            |               |
| 2025年                            | 第1位作品賞            | 『カルキ 2898-AD』          | 受賞       | [ 33 ] [ 34 ] |
| 2025年                            | 第1位作品賞            | 『伝説の女優 サーヴィトリ』 | 受賞       | [ 33 ] [ 34 ] |
| 2025年                            | 監督賞                 | 『カルキ 2898-AD』          | 受賞       | [ 33 ] [ 34 ] |
| ナンディ賞                        |                        |                             |            |               |
| 2017年                            | 新人監督賞             | 『スブラマニヤムとは誰だ』  | 受賞       | [ 35 ]        |
| ジー・シネ・アワード・テルグ      |                        |                             |            |               |
| 2019年                            | テルグ語映画部門作品賞 | 『伝説の女優 サーヴィトリ』 | 受賞       | [ 36 ]        |
| 2019年                            | 監督賞                 | 『伝説の女優 サーヴィトリ』 | 受賞       | [ 36 ]        |
| ラーミネリ財団賞                  |                        |                             |            |               |
| 2018年                            | 特別賞                 | N/A                         | 受賞       | [ 37 ]        |